# André Le Porc de la Porte
André Le Porc de la Porte (né vers 1593 et mort le 22 juin 1631) est évêque de Saint-Brieuc de 1618 à sa mort.

## Biographie
André Le Porc de la Porte issu de la maison des barons de Vezins, en Anjou, est fils de René Le Porc de la Porte seigneur de Vezins et de Anne de Maillé de la Tour-Landry dame de Pordic.On ne connait rien de sa formation mais il a la réputation d'être un mécène des études et de la musique et d'être un partisan de la réforme des ordres religieux. 
Il n'est toutefois qu'un simple clerc lorsqu'il est nommé évêque de Saint-Brieuc à l'âge de 25 ans en 1618, et il est consacré en 1620 par Louis Dinet évêque de Mâcon. La même année il préside les États de Bretagne qui tiennent leur session à Saint-Brieuc. Pendant son épiscopat il établit les Carmes à Quintin et les Ursulines à Saint-Brieuc. Il favorise également l'installation des Pères Minimes dans la cité épiscopale.
Il fait confectionner par les Gobelins une tapisserie représentant la Vie de Saint-Brieuc et d'autres faits légendaires de l'Église ainsi qu'une galerie des portraits des évêques ses prédécesseurs qui sera continuée par ses successeurs jusqu'à ce que l'ensemble soit détruit en 1707 sous l'épiscopat de Louis de Frétat de Boissieux. À partir de 1628 l'épidémie de peste se réactive à Saint-Brieuc. André Le Porc meurt le 22 juin 1631 et il est inhumé dans l'église des Ursulines. Son tombeau est transféré en 1833 dans la cathédrale Saint-Étienne de Saint-Brieuc après la démolition du couvent.

## Héraldique
Sur son tombeau le blason de l'évêque, représentant son origine familiale est: écartelé au premier d'un porc, au second des armes de la famille de La Tour-Landry, au troisième d'un croissant et au quatrième du blason des Rohan.

## Source
- (en) Bishop: André Le Porc de la Porte
- Jules Lamare, Histoire de la ville de Saint-Brieuc, t. Société d'émulation des Côtes-du-Nord, tome XXII, Saint-Brieuc, Francisque Guyon, 1884 (lire sur Wikisource), p. 97-142